# Chieti
Chieti je italské město v Abruzzi hlavní město stejnojmenné provincie. V roce 2011 zde žilo 53 642 obyvatel.

## Geografie
Chieti leží ve východní části středního Abruzza, 15 kilometrů od Jaderského moře, v blízkosti řeky Pescary, ve výšce  330 metrů nad mořem.

## Části obce
Bascelli, Brecciarola, Buonconsiglio-Fontanella, Carabba, Cerratina, Chieti Scalo, Colle dell'ara, Colle Marcone, Crocifisso, De Laurentis Vallelunga, Filippone, Fonte Cruciani, Iachini, La Torre, Madonna del Freddo, Madonna della Vittoria, Madonna delle Piane, San Martino, San Salvatore, Santa Filomena, Selvaiezzi, Tricalle, Vacrone Cascini, Vacrone Colle San Paolo, Vacrone Villa Cisterna, Vallepara, Villa Obletter, Villa Reale

## Sousední obce
Bucchianico, Casalincontrada, Cepagatti (PE), Francavilla al Mare, Manoppello (PE), Pescara (PE), Ripa Teatina, Rosciano (PE), San Giovanni Teatino, Torrevecchia Teatina

## Historie

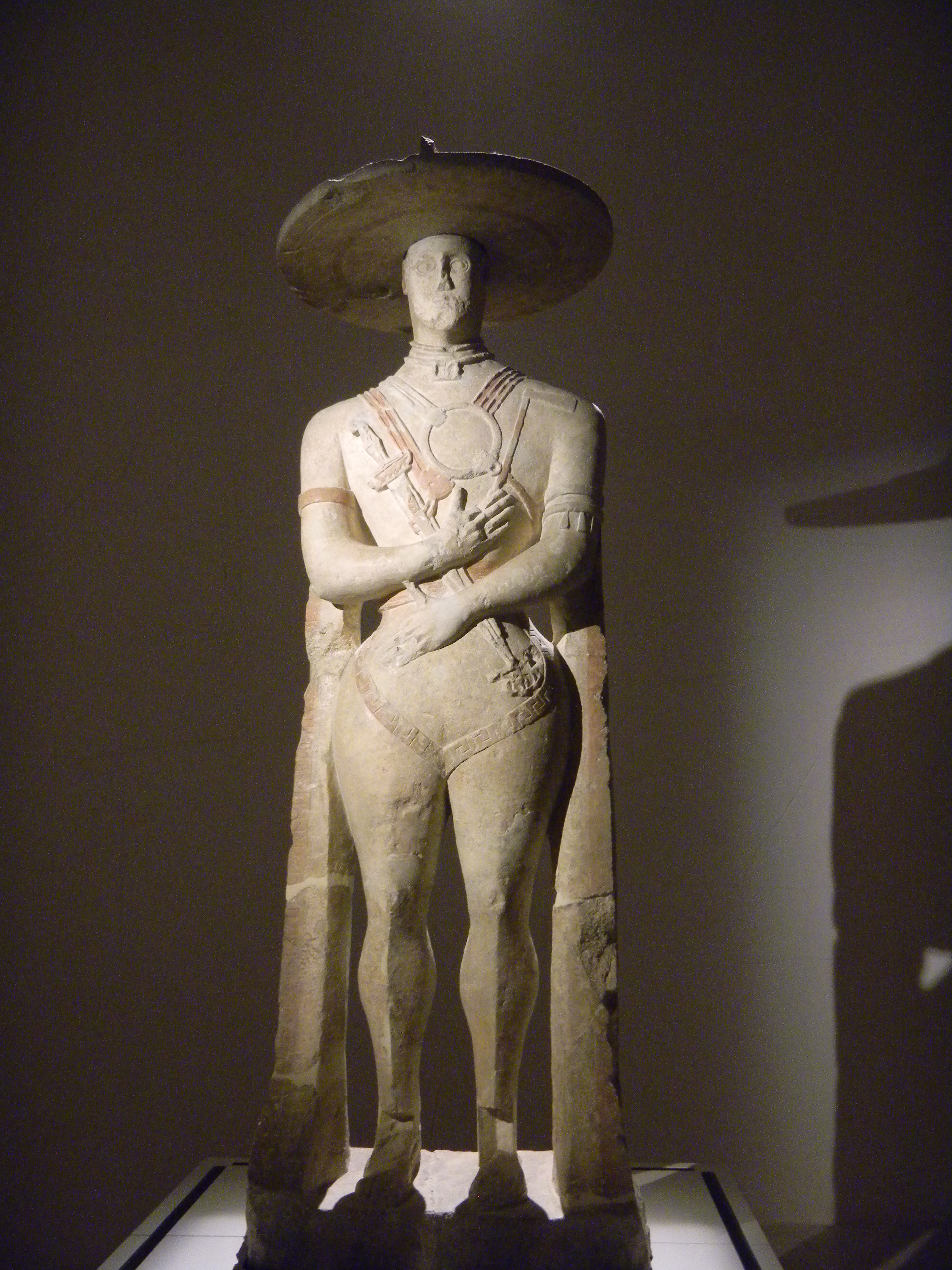
Socha válečníka z Capestrana, 7. století př. n. l.

Chieti je jedno z nejstarších měst v Itálii, je asi o 500 let starší, než Řím. Nejstarší antické nálezy pocházejí ze 7. století př. n. l. z pohřebistě v nedalekém Capestranu. Patří mezi ně kolosální socha válečníka v klobouku, vystavená v Archeologickém muzeu v Chieti.
V době helénské bylo město centrem kultury, mělo divadlo a templ, narodil se zde básník  Gaius Asinius Pollio .  Ve středověku se v 11. století dostalo pod nadvládu Normanů. 
V roce 1860 se město připojilo k Italskému království.

## Památky
- římské divadlo
- římský templ proměněný na křesťanský chrám, fasáda barokní
- Cattedrale di San Giustino (katedrála svatého Justina), hrob sv. Justina z Chieti,  písemně se připomíná v 11. století, stavba ze 13. století, uvnitř zbarokovaná.
- Chiesa di San Francesco (kostel sv. Františka)
- Chiesa di San Domenico (kostel sv. Dominika)
- Chiesa di Santa Chira (kostel sv. Kláry)
- Museo Archeologico Nazionale d'Abruzzo (Národní archeologické muzeum), sídlí ve Ville Friger; bohaté archeologické sbírky antického umění, unikátní kamenná socha válečníka z Capestrana, výška 2,1 m, 7. století př.  n. l.

## Významní rodáci
- Gaius Asinius Pollio (75 př. n. l.- 4 n. l.), římský básník, řečník a politik
- Justin z Chieti - první biskup z Chieti, misionář,  † 540; světec, svátek 1. ledna
- papež Pavel IV., občanským jménem Gian Pietro Carafa
- Giovanni Battista Spinelli (1597-1647), italský barokní malíř

## Galerie

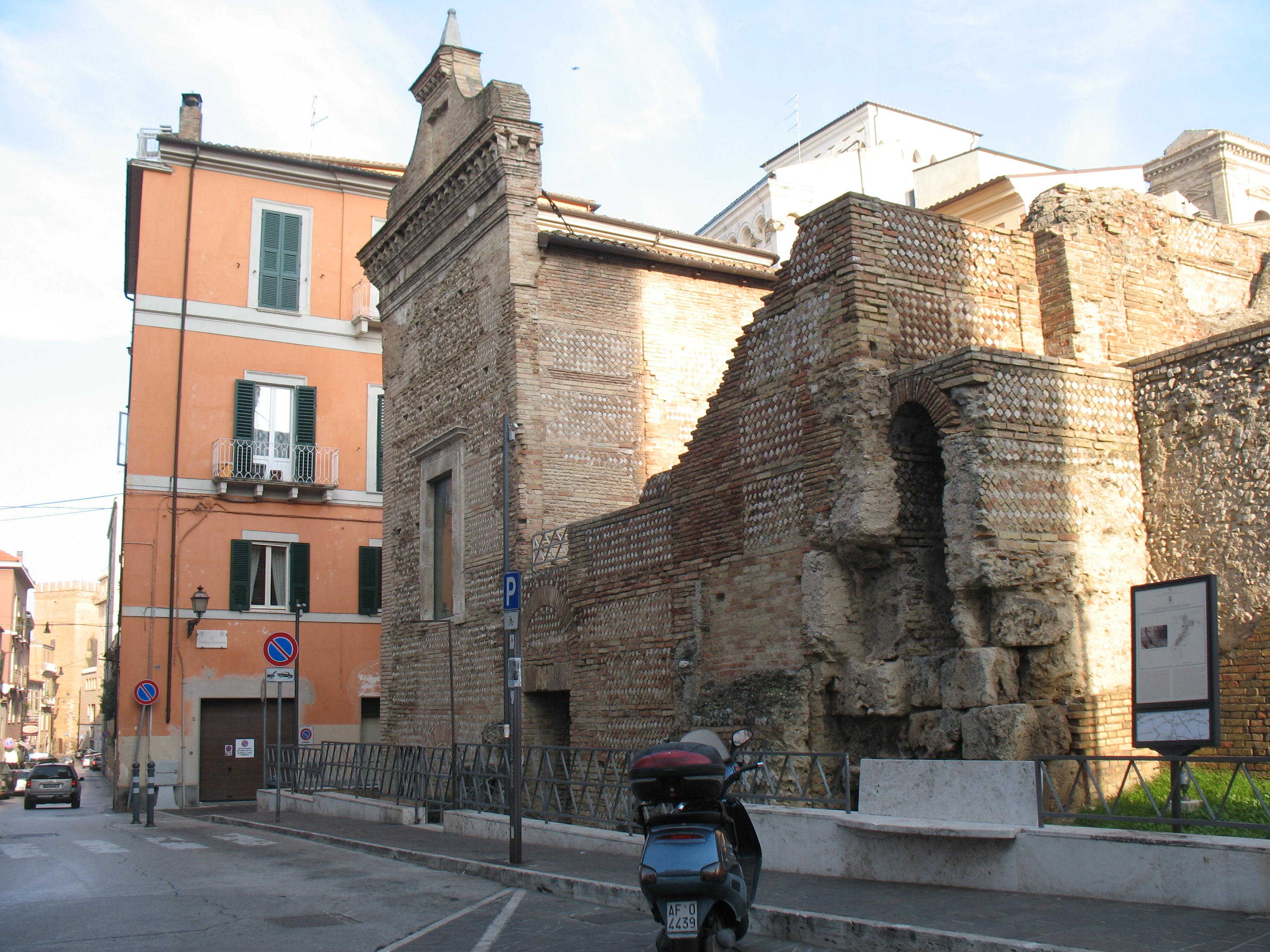
Římský templ
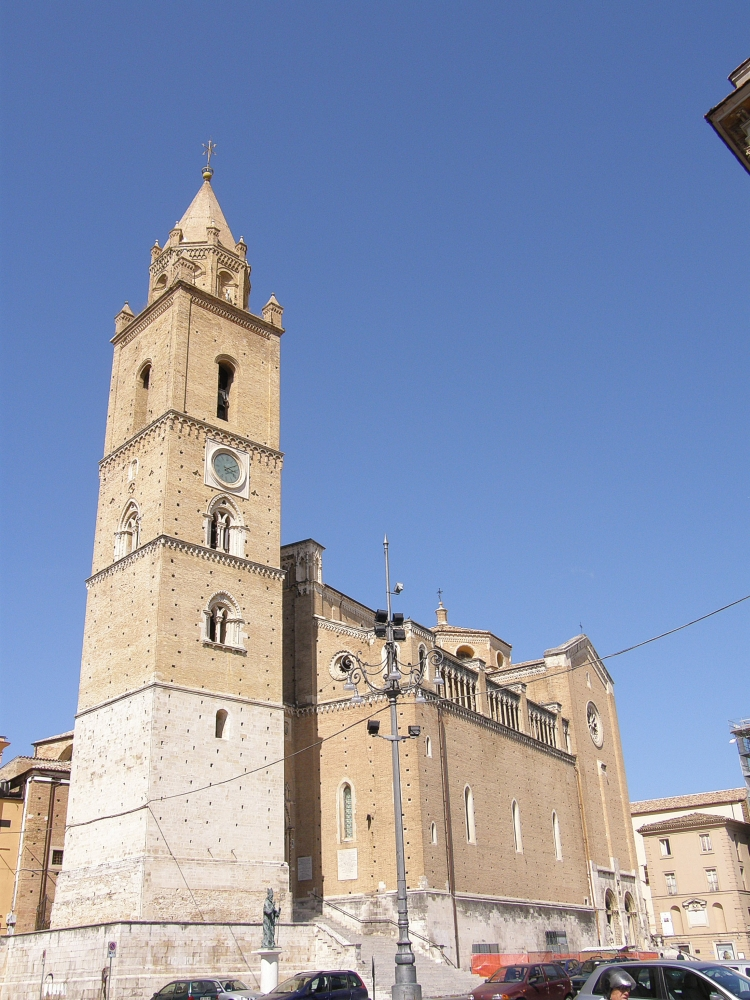
Katedrála
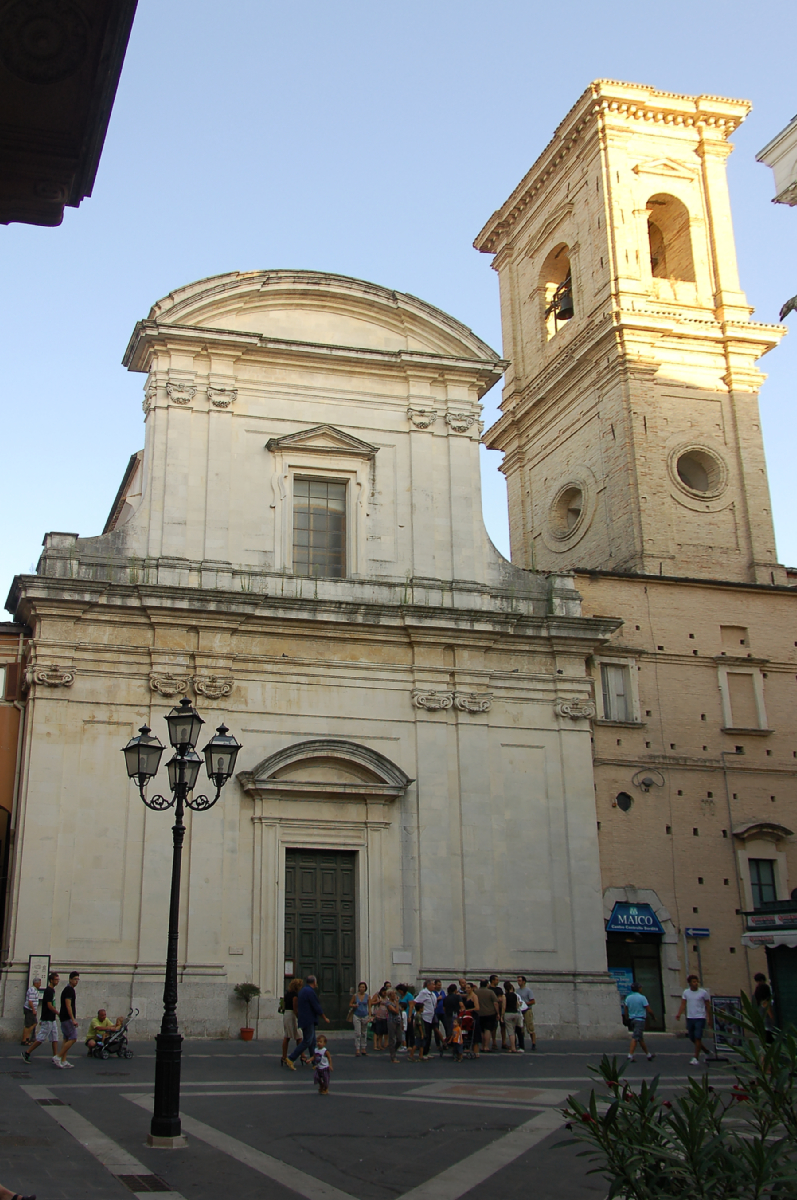
San Domenico
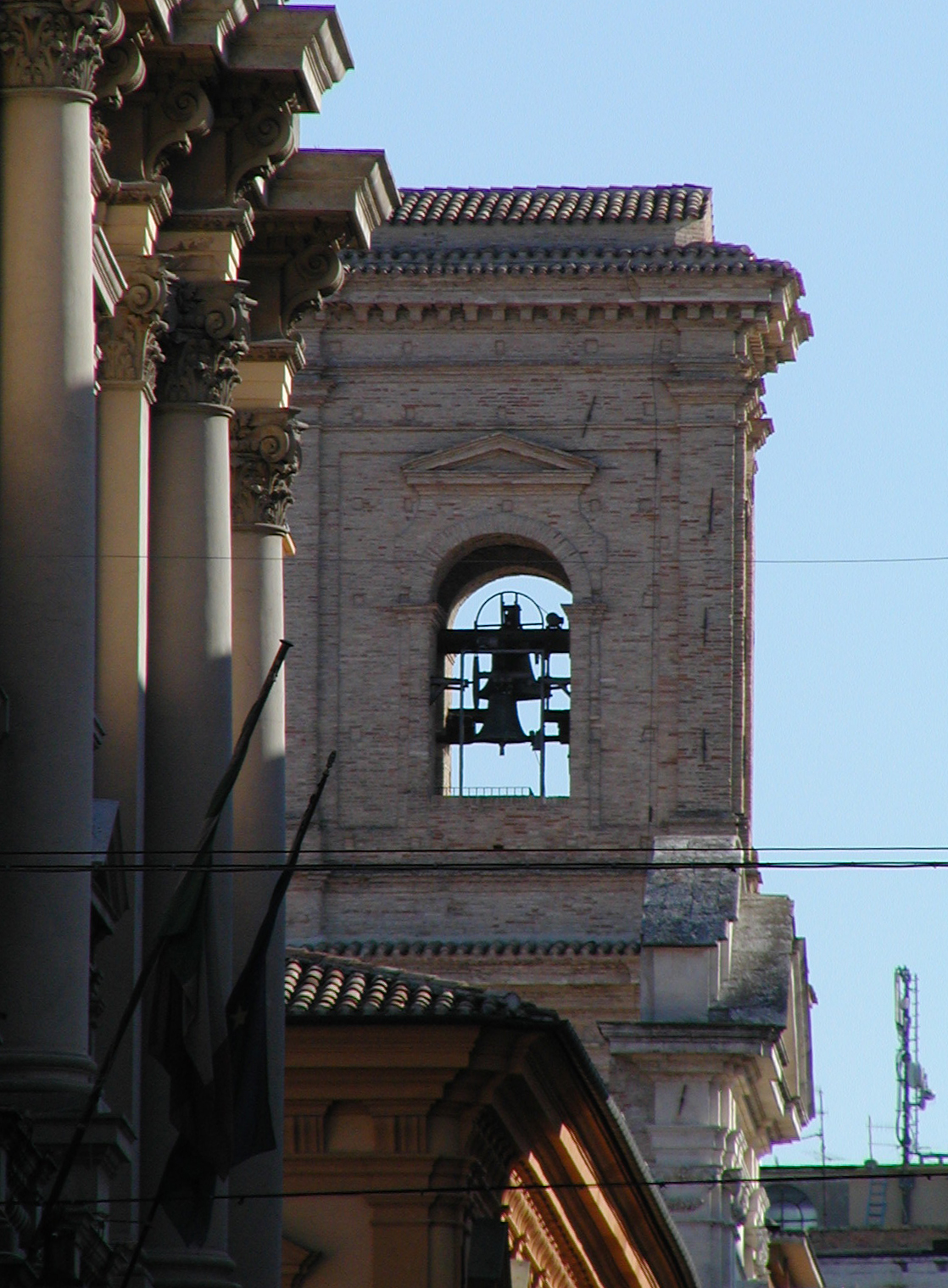
Zvonice San Domenica
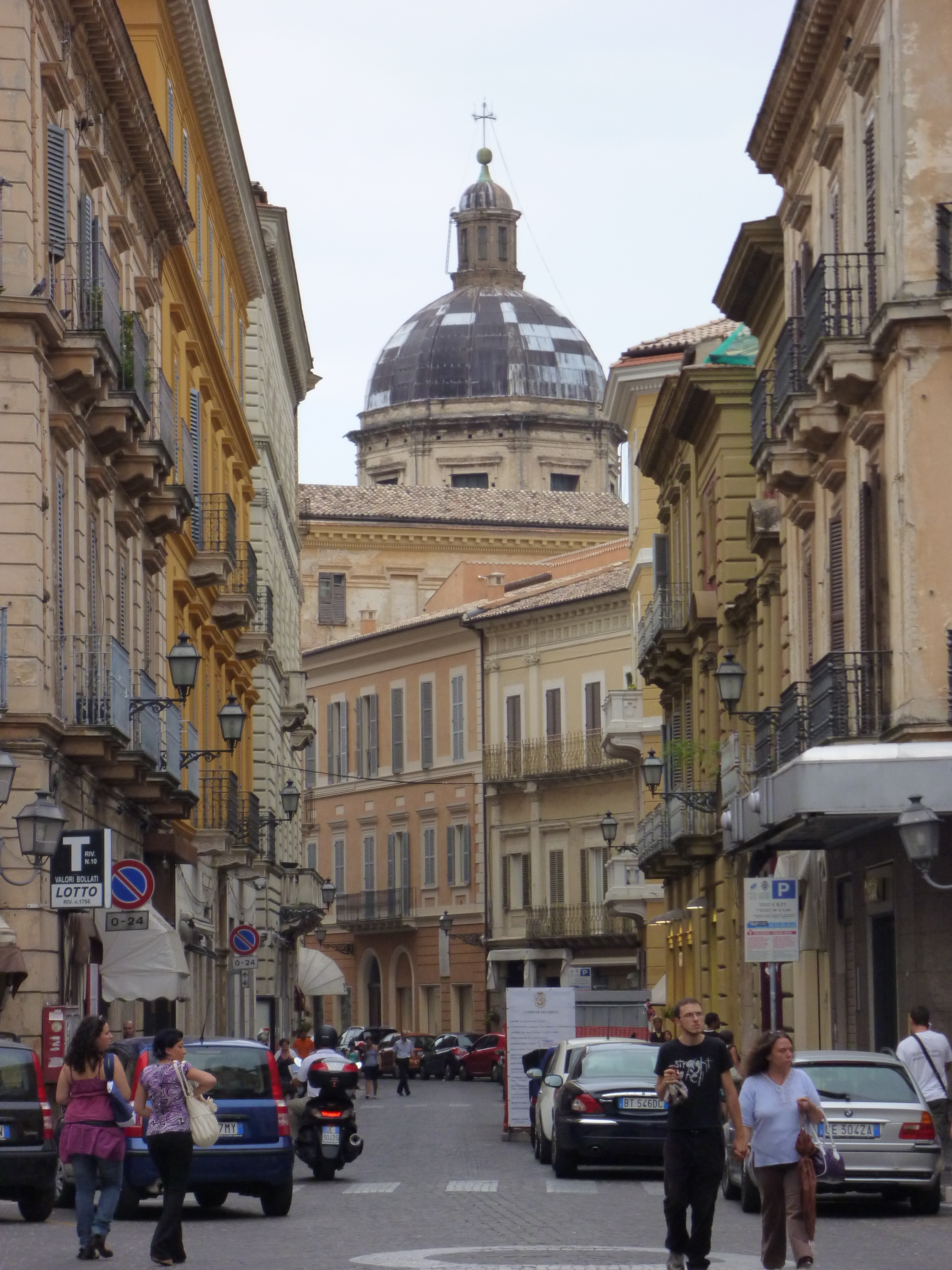
Corso Marrucino s kupolí chrámu San Francesco